# Posiciones de fútbol americano

Diagrama de las posiciones dentro un campo de fútbol americano.

En el fútbol americano, cada equipo tiene once jugadores en el campo para cada jugada. Sin embargo, ya que el reglamento permite que haya sustituciones ilimitadas, el tipo de jugadores en el campo de juego varía según la situación. En los niveles universitario y profesional sólo se debe jugar en la ofensiva o en la defensiva. Ya no se usa la forma de jugar llamada "two-way" o "Sixty-Minute Men" en la cual un jugador participaba tanto en la ofensiva como en la defensiva.

## Equipo ofensivo
El equipo ofensivo o de ataque en fútbol americano es el equipo que empieza desde la línea de scrimmage en posesión del balón. Una jugada suele comenzar cuando el quarterback recibe el balón desde el center y este a su vez se lo pasa a un receptor, a un corredor, corre él mismo, hace un spike o se arrodilla. 
El propósito de realizar un spike es parar el reloj si el ataque se está quedando sin tiempo. El quarterback se arrodilla para perder tiempo. Si un jugador corre con el balón o recibe un pase y es parado dentro del campo se procede a una nueva jugada, pero el reloj continúa corriendo (el mismo efecto que al arrodillarse el quarterback). Pero si un jugador sale del campo con el balón o la jugada resulta en un pase incompleto (igual que al realizar un spike) el reloj se detiene.
La muestra de que el equipo ofensivo ha logrado su objetivo es conseguir principalmente un touchdown, o en todo caso una anotación de field goal.
El encargado de la organización y la dirección de las jugadas de ataque es el entrenador en jefe o el coordinador ofensivo. 

### Línea ofensiva
Los jugadores de la línea ofensiva no pueden recibir pases, pero pueden correr, aunque no es muy común. Excepto el center cuando realiza un snap, normalmente estos jugadores no cogen el balón al menos que recuperen un fumble. Pueden recibir pases que antes han salido rebotados de un wide receiver o de un jugador contrario. Si recibe el balón de cualquier otra forma su equipo recibe un castigo.
- Center (C) en español Centro — El center es el encargado de poner el balón en juego con el snap. Sus funciones son las principales de bloqueo, generales de los jugadores de la línea ofensiva o linemen.
- Offensive guard (OG) en español Guardia ofensivo — Los dos guards son los hombres de la línea ofensiva que se colocan a ambos lados del center. Al igual que los otros miembros de la línea su función es la de bloquear en jugadas de carrera y de pase. En algunas jugadas más que bloquear, el guard debe empujar al miembro del equipo contrario para abrir hueco para el corredor.
- Offensive tackle (OT)  en español Tacle ofensivo — Los offensive tackles juegan en la zona más exterior de la línea ofensiva, por afuera de los offensive guards. Su rol principal es bloquear en jugadas de carrera o de pase. La zona que va desde un offensive tackle hasta el otro se conoce como "close line play" y algunos bloqueos prohibidos en otras partes del terreno de juego (bloqueos por la espalda por ejemplo) sí que están permitidos. Para un quarterback diestro, el tackle de la izquierda suele ser el más rápido y cubre la zona ciega del quarterback actuando contra la posición de defensive end y corredores rápidos.

### Backs
Los backs o zagueros son los jugadores de la ofensiva que pueden recibir el balón y avanzar con él.
- Tight end (TE) Ala cerrada en español — Los tight ends juegan a un lado o a otro de los tackles. Son una mezcla entre receptores y bloqueadores. Si un tight end se separa del tackle recibe el nombre de split end. Las formaciones más modernas suelen tener un tight end y un split end. Otras veces lo reemplazan por un wide receiver.

- Wide receiver (WR) en español Ala abierta o Receptor abierto — Los wide receivers son especialistas en la recepción de pases y tienen una gran velocidad. Su trabajo principal es correr a través de unas rutas prefijadas y abrirse para el pase, aunque a veces también deben realizar la función de bloqueo. Un wide receiver debe situarse en la línea de scrimmage y ser contado como uno de los 7 jugadores necesarios en la línea en una formación legal, o situarse al menos un paso por detrás de la línea y ser contado como parte del backfield. Generalmente hay dos tipos de wide receivers, de "velocidad" y de "posesión". El experto en velocidad es el encargado de mover a la defensa y de buscar los pases más profundos, mientras que el experto en posesión (el más seguro de los dos) es el encargado de recibir los pases más cortos, cerca de la línea de primer down. Normalmente le falta velocidad como para enfrentarse a un defensa del backfield.

- Fullback (FB) en español Corredor de poder — Posicionado detrás del medio de la línea, el fullback se encarga de correr, de bloquear y en ocasiones de recibir pases cortos. Muchas formaciones modernas no usan fullback. Muchas jugadas utilizan al fullback para bloquear, generalmente para abrir huecos en las jugadas de carrera.

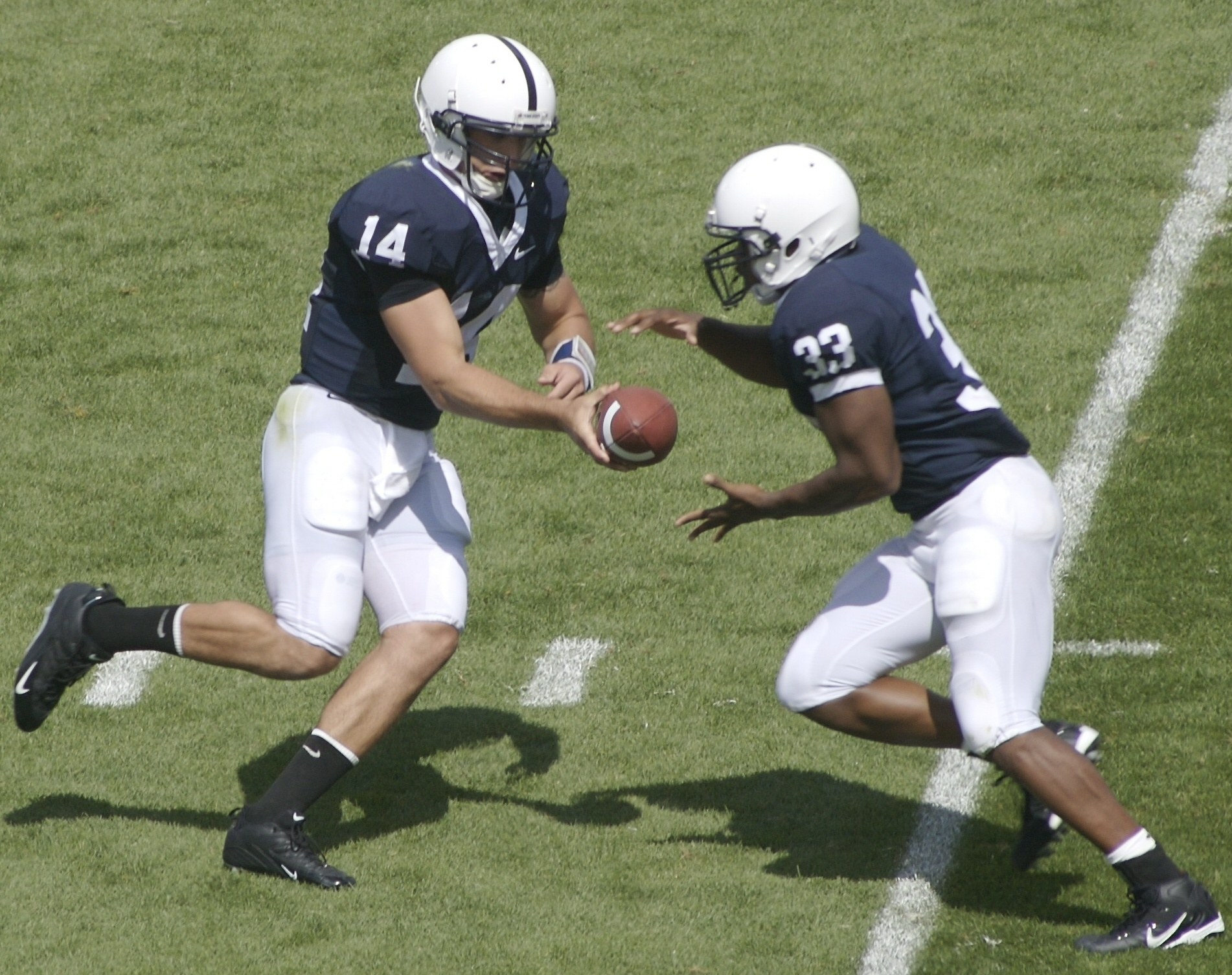
El quarterback de Penn State, Anthony Morelli, entregando el balón a su tailback, Austin Scott.

- Running back (RB) en español Corredor — El término moderno para la posición anteriormente llamada "halfback". El running back lleva el balón en carrera en la mayoría de jugadas de este tipo y es también usado con frecuencia como un receptor de corto alcance. Los running backs, junto con los wide receivers son generalmente los jugadores más rápidos del equipo ofensivo. La mayoría de ellos prefieren no correr en línea recta sino hacer giros bruscos y recortes muy rápidos para intentar encontrar agujeros en la defensa. De todas maneras esto es una generalización, pues algunos running backs tienen una mayor potencia y buscan internarse con fuerza por el centro. Los "fullbacks" se consideran ahora una posición diferente de los running backs, con un rol sustancialmente diferente (especialmente en la NFL).

- Tailback (TB) en español Corredor profundo — El running back más profundo de todos los del backfield.

- Halfback (HB) en español Corredor medio — Posición que fue popularizada por Joe Gibbs durante su primera temporada con los Washington Redskins, el halfback es una posición que combina habilidades de los fullback, tight end, e incluso wide receiver. Un halfback se posiciona como un slotback pero más profundo y con frecuencia sirve como un bloqueador al colocarse de nuevo más profundo.

- Wingback — Un jugador situado justo fuera de las regiones ultraperiféricas finales, el wingback es ligeramente desplazado de la línea de scrimmage a la posición que se designa como lugar de wingback apretado final. El wingback se suele utilizar en situaciones extremas de bloqueo o desequilibrio ofensivo. El nombre es una combinación de "Winger" y "Fullback.

- Slotback — Se sitúa por fuera del hombre de la línea más externo. Es una posición típica en formaciones flexbone.

- Quarterback (QB) en español Mariscal de campo — Normalmente el quarterback se posiciona para recibir el snap entre las piernas del center. El quarterback es el encargado de dirigir las jugadas de ataque, escogiéndolas y cambiándolas en función de la defensa. En jugadas de pase es el encargado de buscar algún receptor, aunque bien puede decidir correr él mismo para alcanzar el down.

Los equipos pueden variar el número de wide receivers, tight ends y running backs en el campo. Las reglas de fútbol americano limitan la flexibilidad de las formaciones en ataque. Siete jugadores deben alinearse en la línea de scrimmage, y solo los dos al final pueden recibir pases. A veces algún hombre de la línea puede funcionar como receptor, convirtiéndose en "tackle eligible." Jumbo Elliott y Dan Klecko son dos offensive tackles quienes han recibido pases de touchdown siendo tackles. Las típicas formaciones incluyen:
- Un running back, dos tight ends y dos wide receivers.
- Dos running backs, un tight end y dos wide receivers.
- Un running back, un tight end y tres wide receivers.
- Un running back, ningún tight end y cuatro wide receivers.
- Ningún running backs, ningún tight end y cinco wide receivers.

## Diagramas ofensivos
Los siguientes son diagramas de las variadas formaciones dentro de un esquema ofensivo: 

## Equipo defensivo
El equipo defensivo o defensa es el equipo que comienza una jugada desde la posición de scrimmage sin la posesión del balón. La misión del equipo defensivo es evitar que el equipo contrario anote. La muestra de que el objetivo de la defensa se ha cumplido es un cuarto down, en el que normalmente se realiza un punt. 
Al contrario que el equipo ofensivo, en la defensa no hay unas posiciones definidas. Un jugador de defensa puede colocarse en cualquier lugar por detrás de la línea de scrimmage, siendo totalmente legal la acción. 
Aun así, normalmente el equipo defensivo se suele colocar con una primera línea llamada línea defensiva, donde se sitúan los defensive ends y los defensive tackles, y una línea secundaria con linebackers, cornerbacks y safeties.

### Línea defensiva
- Defensive end (DE) en español Ala defensivo — Los dos defensive ends se sitúan en las esquinas de la línea defensiva. Su función es la de atacar al pasador o parar la jugada de carrera lateral. Normalmente el más rápido de los dos se coloca a la izquierda del quarterback si este es diestro y viceversa, pues es el lado ciego del mismo.

- Defensive tackle (DT) en español Tacle defensivo — A veces llamado defensive guard, los DA7 defensive tackles se encuentran juntos en el centro de la línea defensiva, entre los defensive ends. Su función es la de presionar el pase, si pueden evitar los bloqueos de la línea ofensiva, y parar las jugadas de carrera que se dirigen por el centro de la línea de scrimmage. Un defensive tackle que se coloca justo enfrente del balón recibe el nombre de nose tackle, porque se encuentra cara a cara con el center. La mayoría de los sistemas de defensa emplean uno o dos defensive tackles, y muy pocas veces se emplean tres.

- Nose guard (NG) en español Tacle o Guardia nariz— El nose guard se sitúa justo delante del center contrario. Los nose guards tienden a ser los más bajos de la línea defensiva. Son típicamente muy fuertes y su responsabilidad principal es la de terminar con las jugadas de carrera. También se suelen usar, si su velocidad es potencial, para atravesar la línea ofensiva antes de que puedan reaccionar para tratar de lograr un sack o una jugada para pérdida de yardas. Normalmente se les suele encontrar en defensas tipo 3-4.

- Linebacker (LB) en español Apoyador — Los linebackers juegan por detrás de la línea defensiva y realizan diferentes labores y objetivos dependiendo de la situación, incluyendo la presión al quarterback, realizando coberturas o defendiendo contra la carrera. La mayoría de las tácticas defensivas tienen dos o tres linebackers, que se suelen dividir en tres tipos: strongside (left o right outside linebacker: LOLB o ROLB); middle (MLB); y weakside (WLB). El strongside linebacker se suele situar en el lado donde se coloca el tight-end del equipo de ataque; normalmente es el LB más fuerte. El middle linebacker es el encargado de identificar la formación del equipo contrario y de colocar y ajustar su línea defensiva; por ello es popularmente conocido como el "quarterback de la defensa". El weakside linebacker suele ser el más rápido y atlético porque debe defender el campo abierto.

- Cornerback (CB) en español Esquinero — Lo más normal es tener dos cornerbacks para cubrir a los wide receivers. Los cornerbacks deben evitar que los pases del quarterback lleguen a sus receptores bien cortándolos o interceptándolos. En situaciones de carrera deben contener al corredor.

- Safety (FS or SS) en español Profundo — Los safeties son la última línea de la defensa (los más lejanos a la línea de scrimmage) y su labor es la de ayudar a los cornerbacks con los pases más profundos. El strong safety (SS) suele ser el más alto y fuerte de los dos, aportando ayuda extra para las jugadas de carrera colocándose entre la línea de scrimmage y free safety. El free safety (FS) es normalmente el más bajo y rápido de los dos, siendo el experto de la cobertura de pase. Tradicionalmente los equipos buscan safeties con cierta reputación de placar duro. Los safeties también son usados en una variedad de blitzes.

- Defensive back (DB) en español Back defensivo — No es una posición específica. Es el nombre que recibe cualquier hombre que está por detrás de la línea de scrimmage: cornerbacks, safeties...

- Nickelback y Dimeback — En ciertas formaciones un defensive back extra (un quinto), llamada defensa Nickel, dos defensive backs extra (un sexto), llamada defensa Dime, o incluso tres defensive backs extra (un séptimo), llamada defensa Quarter, pueden ser usadas para aumentar el número de unidades en el backfield. Suelen ser usados para defender jugadas de pase con un mayor número de wide receivers, pero también pueden ser usados para presionar al quarterback o a los running backs. Un cornerback que es bueno en las jugadas de blitz y placajes pueden ser llamados nickelback para distinguirlos de los demás cornerbacks.

Algunas formaciones defensivas típicas incluyen:
- Cinco hombres en la línea defensiva, dos linebackers y cuatro defensive backs. (Formación 5-2)
- Cinco hombres en la línea defensiva, tres linebackers y tres defensive backs. (Formación 5-3)
- Cuatro hombres en la línea defensiva, tres linebackers y cuatro defensive backs. (Formación 4-3)
- Cuatro hombres en la línea defensiva, cuatro linebackers y tres defensive backs. (Formación 4-4)
- Tres hombres en la línea defensiva, cuatro linebackers y cuatro defensive backs. (Formación 3-4)
- Tres hombres en la línea defensiva, tres linebackers y cinco defensive backs. (Formación 3-3-5 )
- Cuatro hombres en la línea defensiva, dos linebackers y cinco defensive backs. (Formación Nickel)
- Cuatro hombres en la línea defensiva, un linebacker y seis defensive backs. (Formación Dime)
- Un linebacker, tres hombres en la línea defensiva y siete defensive backs. (Formación Defensa Quarter)

Los siguientes son diagramas de las variadas formaciones dentro de un esquema defensivo: 

## Equipos especiales
"Equipos especiales" redirige aquí. Para la definición de equipos especiales de hockey sobre hielo, véase Powerplay y Short handed.
Las unidades de equipos especiales están en el campo durante los kickoffs, free kicks, punts, field goals y extra points. La mayor parte de los jugadores juegan además en otro puesto durante el partido. Los equipos especiales pueden servir como unidades de ataque o defensa y solo se ven esporádicamente durante el partido. 
Los equipos especiales incluyen un equipo de kickoff, un equipo de retorno, un equipo de pateo, un equipo de retorno y bloqueo de punt, un equipo de field goal y un equipo de bloqueo de field goal.
En los equipos especiales existen jugadores especializados:
- Kicker (K) en español Pateador — Es el encargado de los kickoffs y field goals, y en otras ligas también del punt.
- Punter (P) en español Pateador de despeje — El pateador es un jugador de los equipos especiales que recibe una pelota centrada desde la línea de scrimmage e intenta despejarla mediante una patada, tratando que alejarla lo más posible de su zona de anotación.
- Holder (H) en español Sujetador — Normalmente se coloca a unas 7-8 yardas de la línea de scrimmage, sujeta el balón para el golpeo del kicker. Suele ser un punter o un quarterback suplente para los punts. En ligas diferentes a la NFL, es también el kicker.
- Long snapper (LP) en español Centro largo — Es un centro (C) especializado durante los despejes, goles de campo, y los punto extras. Su trabajo es el de realizar un snap largo con la mayor rapidez y precisión posible. En los despejes envían el balón directamente al despejador, mientras que en los goles de campo y puntos extra se lo envían al holder, quien sujetará el balón para que el kicker patee el balón.
- Kickoff returner (KR) en español Retornador de patada inicial — Regresa los kickoffs, generalmente es un WR o un CB.
- Upback — Situándose unas 3 yardas por detrás de la línea de scrimmage, actúa como una segunda línea de defensa para la patada. Puede recibir un snap directo en jugadas de fake.
- Punt Return (PR) en español Retornador de despeje — Retorna los punts. Suele ser el mismo que retorna los kickoffs, aunque no tiene por qué.
- Gunner (G) — Un jugador especializado en correr rápidamente a intentar capturar al regresador del equipo contrario.
- Wedge Buster (WB) — Su objetivo es romper la barrera de defensas que abren el camino para el retorno de un kickoff y poder llegar al propio retornador si es posible.
- Hands Team — Empleado solo para onside kicks, los miembros del hands team son responsables de evitar que el equipo que patea recupere el balón, normalmente recuperándolo ellos mismos.